# Tallsjöbergen
Tallsjöbergen är ett naturreservat i Åsele och Vilhelmina kommuner i Västerbottens län.
Området är naturskyddat sedan 2006 och är 1 727 hektar stort. Reservatet omfattar nordöstra sidan av södra och norra  Tallsjöberget och sydöstra delen av Hundberget samt myrar och mindre tjärnar. Reservatet består av urskogsartade barr- och blandskogar. Myrarna har i huvudsak skonats från dikning och där växer arter som blåtåtel, blodrot, ängsnycklar och purpurvitmossa.

## Naturtyper och arter med höga bevarandevärden
I Tallsjöbergen finns följande naturtyper och arter som enligt Natura 2000 har höga bevarandevärden:
Naturtyper: myrsjöar (3160), mindre vattendrag (3260), öppna mossar och kärr (7140), källor och källkärr (7160), aapamyrar (7310), silikatbranter (8220), taiga (9010), näringsrik granskog (9050) och skogbevuxen myr (91D0).
Arter: lappranunkel (1972) och spetshörnad barkskinnbagge (1929).

## Miljöbilder

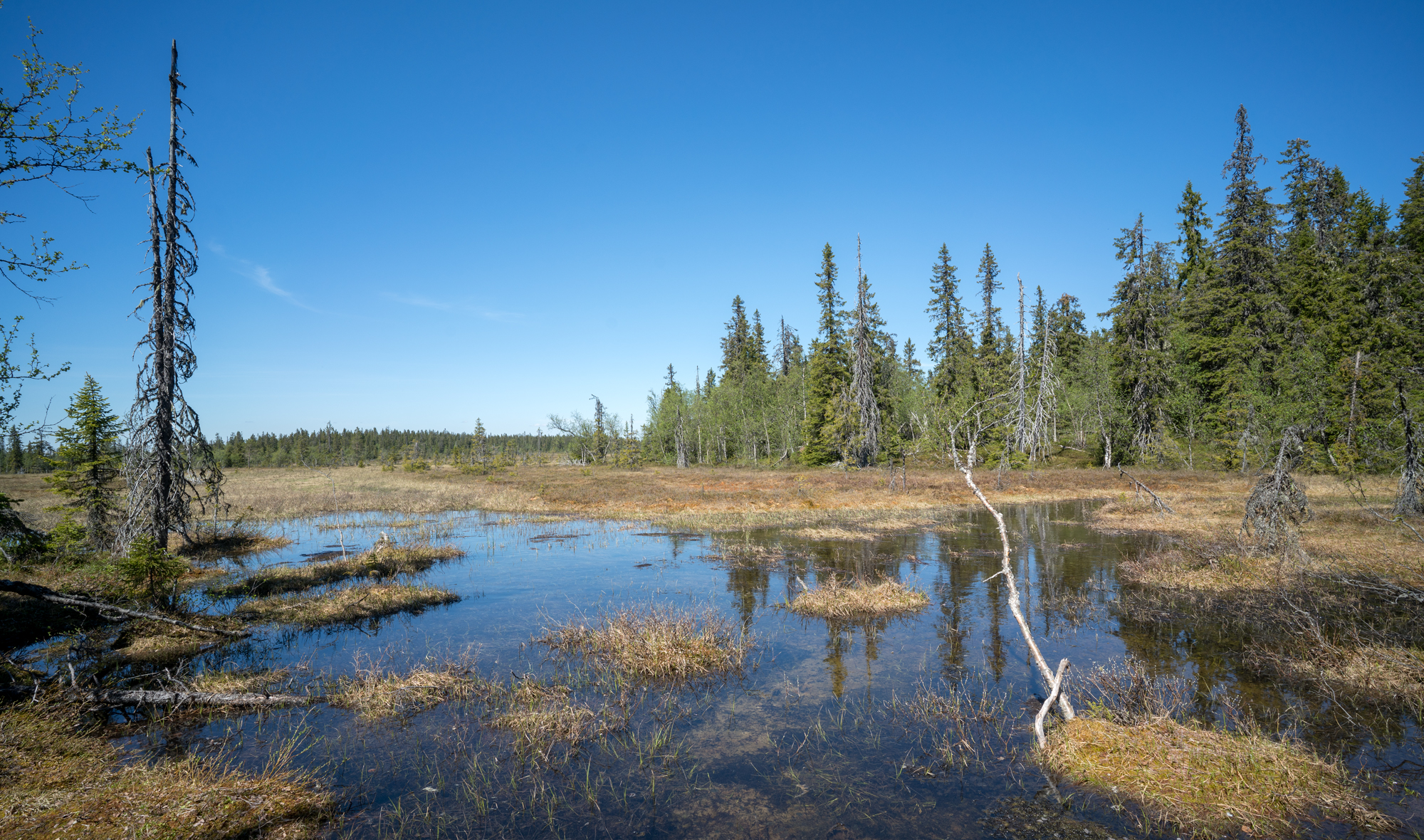
Flötmossarna väster om Norra Tallsjöberget.
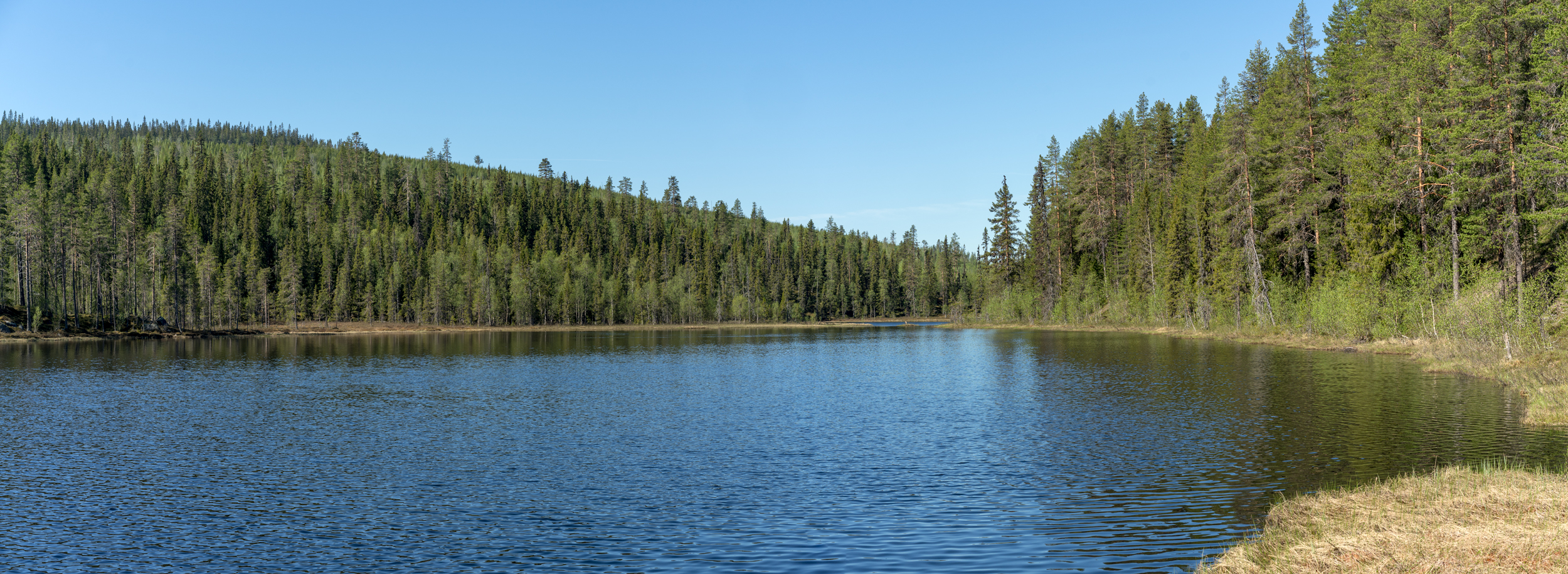
Den största av Tallsjöbergstjärnarna.
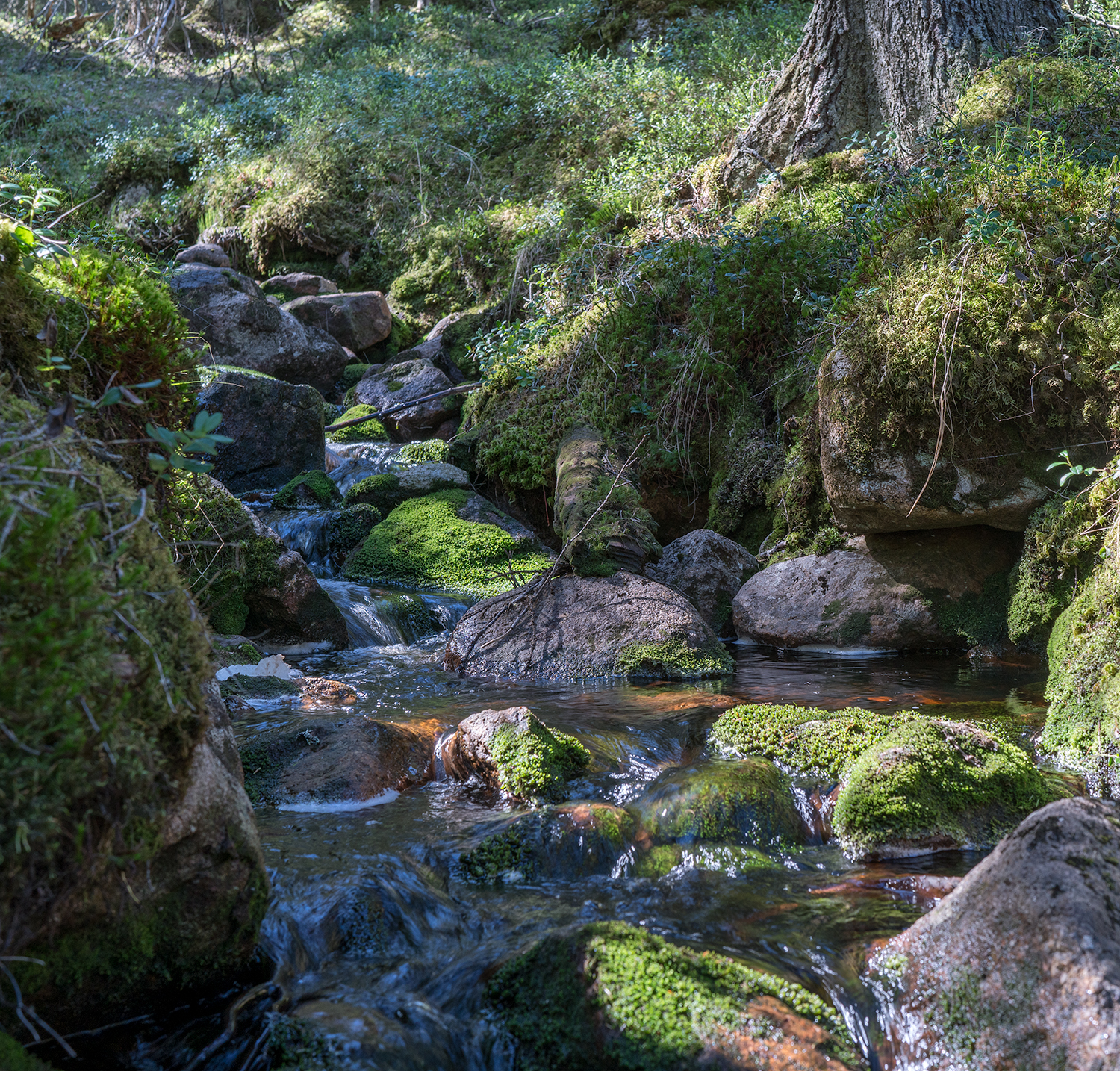
Skogsbäck.
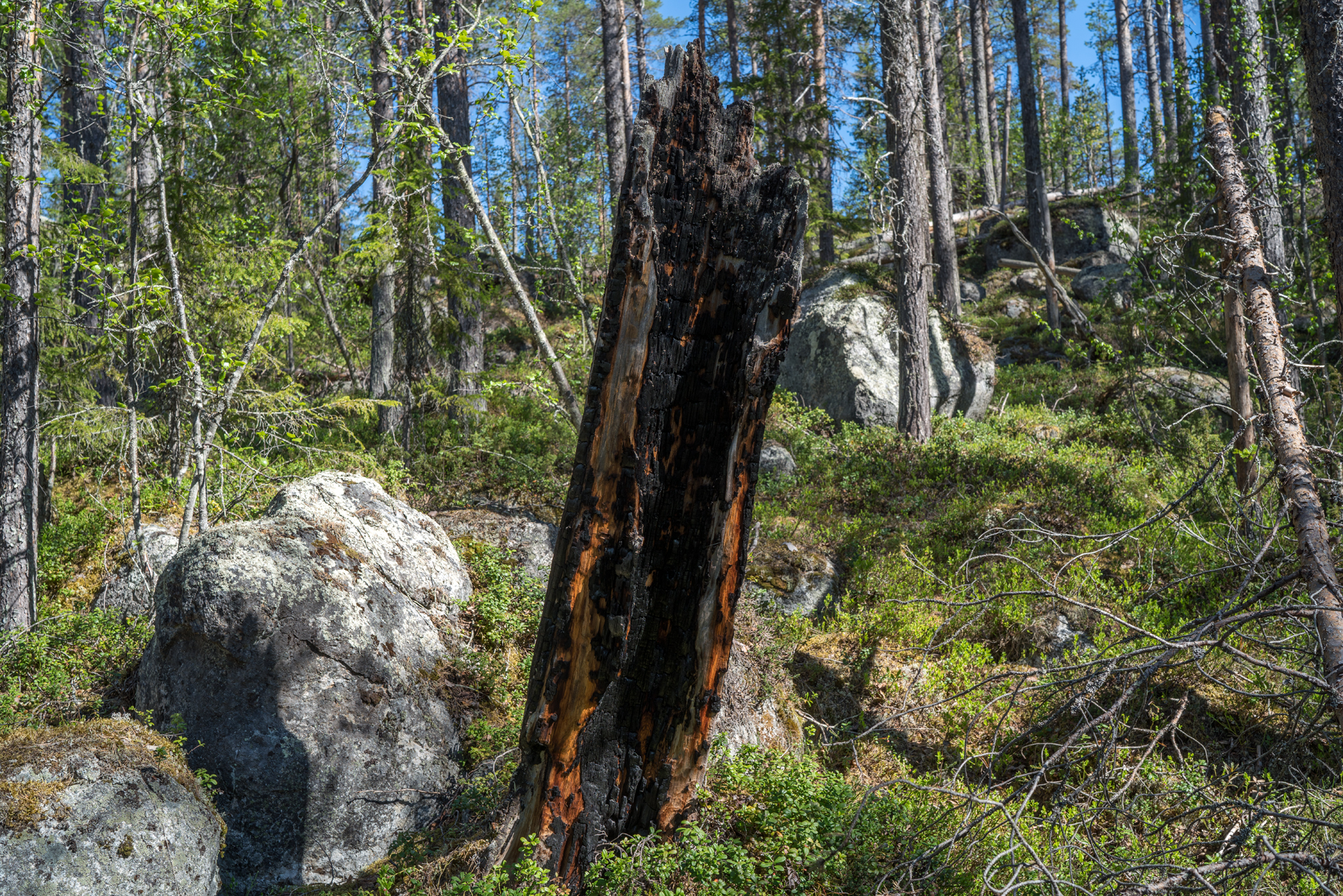
Brandstubbe.
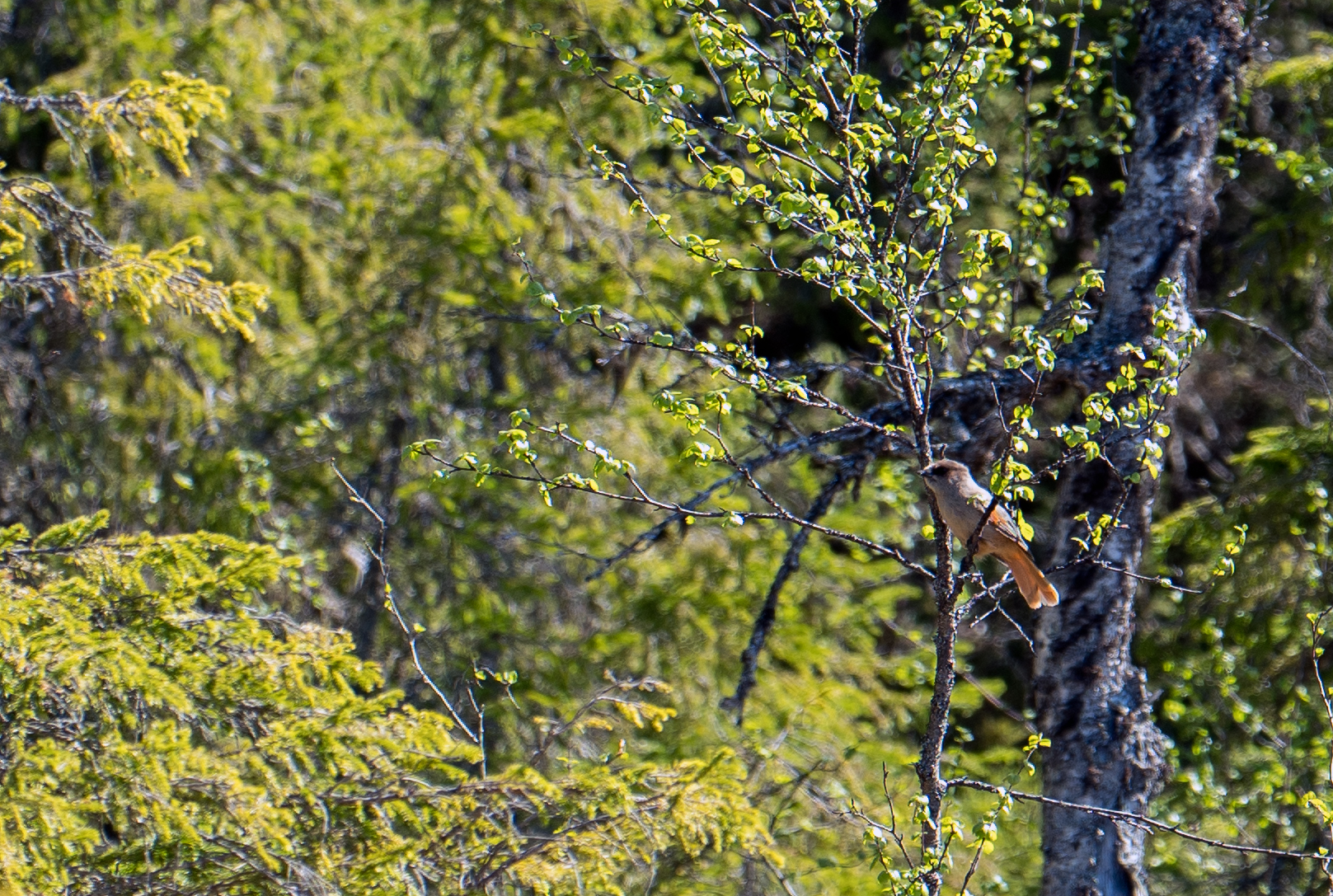
Lavskrikor är vanliga i Tallsjöbergen.
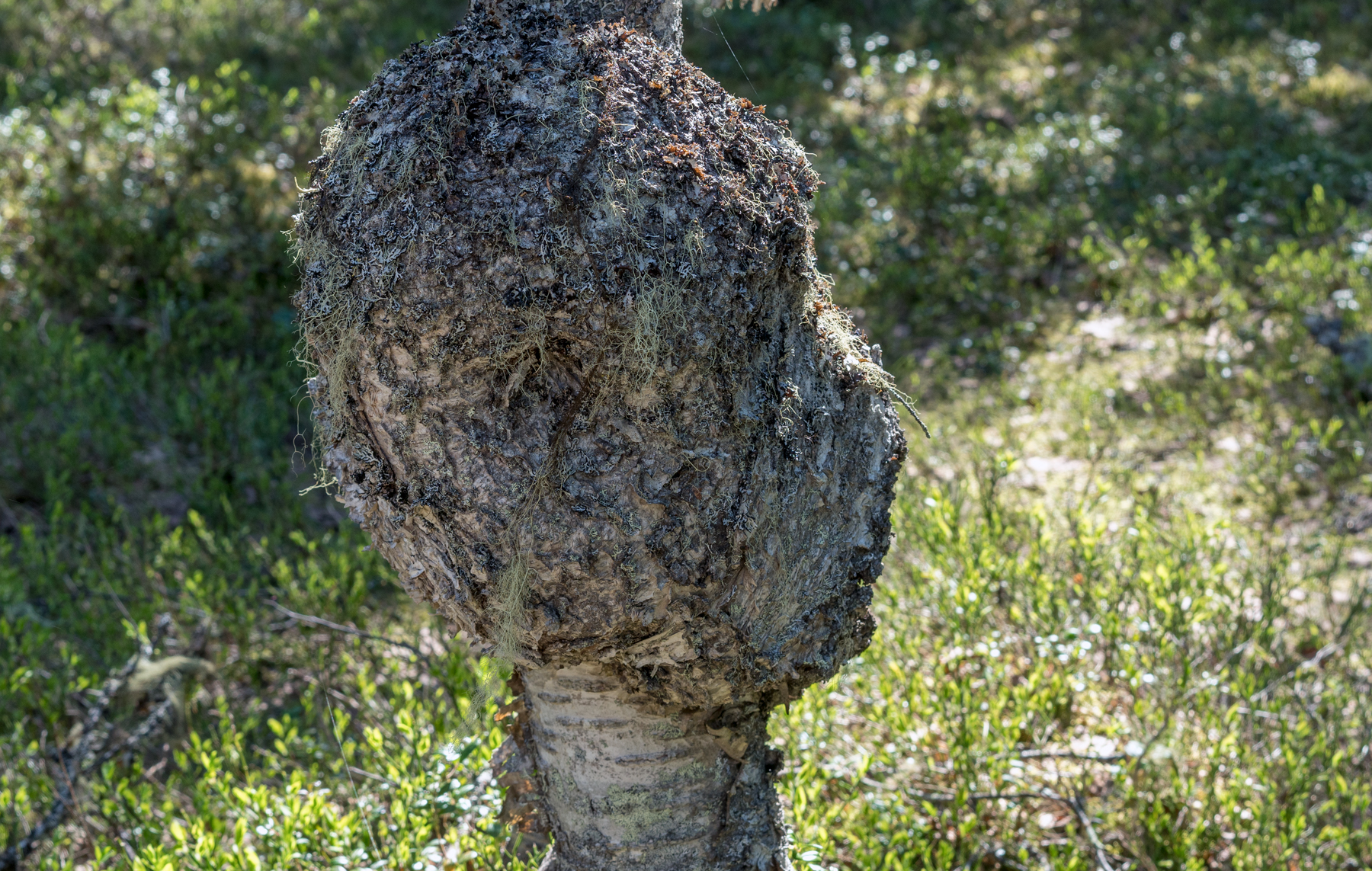
Vril på Norra Tallsjöberget.